# Akane (振付師)
akane（アカネ、 - ）は、大阪府岸和田市出身、の日本の振付師。元大阪府立登美丘高等学校ダンス部コーチ。「アバンギャルディ」プロデューサー。バブリーダンスの生みの親。アカネキカク主宰。

## 略歴
3歳のころからダンススクールに通い、日本女子体育大学（体育学部運動科学科舞踊学専攻）に進学。大学卒業後プロの振付師の道を歩む。
2015年から2016年にかけて登美丘高校ダンス部を第8回、第9回日本高校ダンス部選手権にて連覇に導く。
2017年の第10回日本高校ダンス部選手権において登美丘高校が準優勝した際のパフォーマンス（荻野目洋子の「ダンシング・ヒーロー」をフィーチャーした「バブリーダンス」）が、YouTubeに投稿された動画等により国内外で話題となる。登美丘高校ダンス部は同年の第59回日本レコード大賞特別賞に選ばれ第68回NHK紅白歌合戦に出演するなど脚光を浴び、振付を担当したakaneも注目を集め振付の仕事やメディアへの露出も増加する。
2018年1月、映画『グレイテスト・ショーマン』主題歌「This Is Me」の日本公開用プロモーションビデオの制作・振付を担当する。10月、大阪万博誘致スペシャルサポーターに選ばれ、「世界の国からこんにちは」に振付をした「万博ダンス」を発表する。
2020年8月　登美丘高校ダンス部コーチを退任。
2021-22シーズンよりBリーグ川崎ブレイブサンダースのチアチーム「IRIS」のプロデュースを担当。
映画「SING/シング: ネクストステージ」（2022年3月18日）ヌーシー 役 日本語吹き替え声優。
2023年1月4日から番組開始60周年を機にリニューアルされた日本テレビ、CBCテレビなどで放送されている料理番組『キユーピー3分クッキング』のオープニング、エンディングの振り付けを担当。
同年、自身がプロデュース・振り付けを手掛けるダンスチーム「アバンギャルディ」が、『アメリカズ・ゴット・タレント』（America’s got Talent）のシーズン18に登場。準決勝に進み、視聴者投票で決勝進出を果たした。フィナーレのトップ5入りは逃したものの、SNS上で話題を呼んだ。
2025年日本国際博覧会 開会式 パフォーマンスプログラム 万博パレード「Parade of Global Harmony」振付

## CM、PR、振付・出演
- PARCO CM「PARCO GRAND BAZAR」[24]
- JR西日本「大阪デスティネーションキャンペーンプレキャンペーン」
- フジ・コーポレーション CM「タイヤで頭がいっぱい」[25]
- 日清 CM 台湾メシ「アバンギャルディ 篇」
- Onitsuka Tiger Special Dance Movie
- crocs × avantgardey WEB動画
- 昭和産業 WEB　アバンギャルディ×魔法シリーズ「魔法をかけよう！Dance Show Time」
- ソフトバンク CM「ペイトク スクラッチする」篇
- ソフトバンク WEB「アバンギャルディ→SoftBank」
- ソフトバンク WEB 「アバンギャルディの選択/ペイトクvsペイソン」篇
- ALLIE AI Beauty UV WEB「アリィー アバンギャルディが挑む！日やけ止め選びの新事実」
- はるやま商事「はるやまフレッシャーズCM2024　アバンギャルディ編」CM[26][27]
- JRA-VAN「ウマウマダンス」CM[28]
- Google pixel 8「アバンギャルディの赤ちゃんをあやす顔！」CM
- JSBC スノータウン 23'-24' CM[29]
- JRA中京競馬場 第24回チャンピオンズカップ(GI) PRダンスムービー「ドラマチック・チャンピオンズ」
- マウスコンピューター「まず、マウス。」振付
- ディズニー映画「ホーンテッドマンション」アバンギャルディコラボ動画 振付
- パリ・サンジェルマンFC PSG Japan Tour 2023 ダンスムービー
- マンチェスター・シティFC 日本ツアーコラボ動画
- イノアックコーポレーション TVCM振付
- オンライン英会話「ネイティブキャンプ」CM
- 映画「ミンナのウタ」アバンギャルディPR 振付[30]
- アサヒ軽金属工業「誕生！ ゼロ活力なべ パスカル」 TVCM振付
- アサヒ軽金属工業「登場！ スゴ技フライパン オールライト」TVCM振付
- ノーベル製菓 はちみつきんかんのど飴「ダンス」篇 TVCM振付
- SMBCモビット×貞子コラボダンス 振付[31]
- PayPay「クーポンといえばPayPayクーポン」ポーズ振付
- パナソニックの店 元気ダンス 振付
- 健KOO腸活青汁発売記念Movie「健KOO DO DANCE」振付[32]
- Adidas ウェアコラボMovie 振付[33]
- 奥村組「建設LOVE 奥村くみ LOVEで篇」TVCM振付
- Google Pixel Buds A-Series PR Movie 出演
- ブルボン「フェットチーネグミ」TVCM　振付
- オッズパーク TVCM 2021篇 TVCM　振付
- 大阪信用金庫 TVCM　振付
- ブルボン「フェットチーネグミ」TVCM　振付
- ファミリーマート「ファミペイ」振付
- 佐野市「クリケットムービー」振付[34]
- ダイエー「モッくんファミリーのうた」ダンスムービー　振付
- 映画「えんとつ町のプペル」「HALLOWEEN PARTY-プペルVer.- 」（ダンス編）振付
- 映画「えんとつ町のプペル」ダンスバージョン　振付
- BOOKOFF　TVCM　振付
- オッズパーク TVCM　振付
- Joshin「Joshin×NMB48」TVCM 振付
- YJFX!　WebCM 振付
- スポーツ庁 女性スポーツ促進キャンペーン「Like a Parade」振付
- ACジャパン「3時4時のうた」TVCM　振付
- JA静岡経済連「しずおかみかん体操」振付
- CASIO「25th Anniversary BABY-G + 25 Girls Dancers」振付
- マルサンアイ「豆乳グルト」TVCM　振付
- 日清焼そばU.F.O. TVCM　振付
- ゼクシィ「余興ダンス」振付
- エキスポシティ「KURUKURUダンス」振付
- 映画「アラジン」PR動画　登美丘高校ダンス部×京都明徳高校マーチングバンド部　振付
- ナビスコオレオ「パンダンス」振付[35]
- 日本ルナ「バニラヨーグルト」振付
- ヤクルト400LT WEBCM 振付
- SoftBank ギガ国シリーズ 「カラオケ編」振付
- So-net「ソネットダンス」WebCM　振付
- 東洋テック　TVCM 振付
- 2025年日本国際博覧会誘致活動「万博ダンス」振付
- 登美丘高校ダンス部 × 映画「グレイテスト・ショーマン」「This is me」日本PR映像　振付
- ほっかほっか亭「日替わりお母さん弁当」TVCM　振付
- b.b.q OLIVE CHICKEN　CM　振付
- Galaxy Note8 WEBCM　振付・出演
- ECC外語学院高校生アカデミックコース開校記念CM　振付
- AOKI「フレッシャーズダンス」振付
- 大阪大丸35周年記念movie 振付
- 伊藤ハム「朝のフレッシュダンス」振付

## アーティストMV、ライブ、TV、振付
NiziU
- 「HEARTRIS[36]」

SKE48
- 「心にFlower」[37]

NMB48
- 「選ばれし者たち」

オバチャーン
- 「OBA FUNK OSAKA」

学芸大青春
- My Side

Klang Ruler
- ちょっとまって

SHE'S
- 「Take it easy」MV 振付

セレブファイブ(셀럽파이브)
- 「Shutter」

つぼみ大革命
- 「正念場DoDa」

高嶺のなでしこ
- 「美しく生きろ」
- 「決戦スピリット【Honey Works】」

BEYOOOOONDS
- 「虎視タン・タターン」[38]

はやぶさ
- 「ジョー☆デッキー！！！」MV 振付

フェアリーズ
- 「HEY HEY ～Light Me Up～」

ラストアイドル
- 「青春トレイン」
- 「愛を知る」
- 「壁は続く」
- 「何人（なんびと）も」
- 「ハグから始めよう」
- 「君は何キャラット?」
- 「炭酸の泡ほど僕は泣いた」
- 「独り言の存在証明」
- 「当たりくじ（雲の上はいつも晴れ）」
- 「僕たちは空を見る」
- 「青春Continues」

その他
- NHK『第74回NHK紅白歌合戦』（2023年12月31日）YOASOBI「アイドル」アバンギャルディ 振付
- FNS歌謡祭夏（2023年7月12日）平原綾香×アバンギャルディコラボ「アイドル」振付
- 藍井エイル「Eir Aoi 10th Anniversary LIVE 2022 ~KALEIDOSCOPE~ History of 2011-2022」ダンサー振付[39]
- 「うたコン」
  - 細川たかし×Night Tempo「北酒場」（2022年9月13日）ダンサー振付
  - 八代亜紀×ラストアイドル「おんな港町」（2019年10月22日）振付
  - 森高千里×アンジュルム「気分爽快」（2019年5月28日） 振付
- ラストアイドル
  - ラストライブ（2022年5月29日）一部振付・演出
  - 4周年記念コンサート（2021年12月21日）一部振付・演出
  - 3周年記念コンサート（2020年12月29日）一部振付・演出
  - 2周年記念クリスマスコンサート（2019年12月25日）一部振付
- NMB48
  - 次世代コンサート～難波しか勝たん！～（2020年10月24日）一部振付
  - FIRST ONLINE LIVE 2020 だんさぶる! ～Jack-in-the-Box～（2020年8月20日）一部振付
- TUBE 35周年×FM大阪 開局50周年アニバーサリーソング「知らんけど feat.寿君」MV振付
- 水谷千重子「ありがとうコンサート」（2019-）総合振付
- ORANGE RANGE LIVE TOUR 019 〜What a DE! What a Land!〜 振付

## TV、映画、ドラマ 振付
- 映画「もしも徳川家康が総理大臣になったら」振付
- TBSドラマ『恋愛のすゝめ』オープニング　振付
- 映画「翔んで埼玉 〜琵琶湖より愛をこめて〜」振付
- ABCテレビ「おはよう朝日です」ナイス！ライス！スマイル！振付
- 日本テレビ系列「DayDay.」LOVEダン-高校ダンス動画フェス2024-「いつだってHigh！ / DISH// 」（2023年）振付[40]
- テレビ朝日系列 ドラマL「ひともんちゃくなら喜んで！」タイトルバック 振付[41]
- キユーピー3分クッキング 振付[15]（2022年1月4日〜）
- ABCテレビ「おはよう朝日です」テーマソング「いってきます！いってらっしゃい！」振付[42]
- NHK総合 夜ドラ「あなたのブツが、ここに」タイトルバック 振付
- 日本テレビ系列「スッキリ」ダンスONEプロジェクト「開幕宣言 / Novelbright」（2022年）振付[43]
- ABCテレビ「おはよう朝日です」おきたったーダンス 振付
- TBS・JNN系列「THE TIME, 」7時のうた！シマエナガダンス 振付[44]
- NHK総合 ドラマ10「オリバーな犬、 (Gosh!!) このヤロウ」ダンスシーン　振付
- 日本テレビ系列「スッキリ」ダンスONEプロジェクト「群青 / YOASOBI」（2021年）振付[45]
- 映画「えんとつ町のプペル」劇中ダンス、MV　振付[46]
- 日本テレビ系列「スッキリ」ダンスONEプロジェクト「Mela! / 緑黄色社会」（2020年）振付[47][48]
- 映画「私がモテてどうすんだ」エンディング　振付[49]

## ショー、舞台、イベント、振付・出演
- 相葉◎×部presents　覆面振付バトル部FES 出演[50]
- 名古屋アンパンマンこどもミュージアム「バイキンマンのダンス！ダンス！！ダンス！！！」ショー振付（2024年6月29日〜）
- 神戸アンパンマンこどもミュージアム「バイキンマンのダンス！ダンス！！ダンス！！！」ショー振付（2024年6月1日～9月25日）
- 横浜アンパンマンこどもミュージアム「バイキンマンのダンス！ダンス！！ダンス！！！」ショー振付（2024年4月26日～7月23日）
- アカネクラブぶっかまLIVE vol.3「THE JET BOY BANGERZ / ONE N' ONLY / WATWING （OP act：Lienel） 」MC出演[51]
- 名古屋アンパンマンこどもミュージアム「バイキンマンのダンス！ダンス！！ダンス！！！フィーバー」ショー振付（2023年7月1日〜）
- ミュージカル「SUNNY」(2023年6月26日-7月5日、東京建物Brillia HALL、7月9日-13日、梅田芸術劇場シアタードラマシティ）振付[52]
- 横浜アンパンマンこどもミュージアム「バイキンマンのダンス！ダンス！！ダンス！！！」ショー振付（2023年4月21日〜6月25日）
- 梅棒 16th showdown「曇天ガエシ」(2023年3月10日-3月12日、なかのZERO大ホール/ 3月16日-3月22日、新国立劇場中劇場/3月31日-4月2日、森ノ宮ピロティホール/4月8日-4月9日、日本特殊陶業市民会館ビレッジホール) 出演
- 「七人のおたく cult seven THE STAGE」(2023年3月4日-12日、紀伊國屋サザンシアター TAKASHIMAYA / 3月18日-19日、サンケイホールブリーゼ) 振付
- アカネクラブぶっかまLIVE vol.2 「新しい学校のリーダーズ/ BiS （OP act：アバンギャルディ）」MC出演 OP振付[53]
- アカネキカク「ベストヒット舞踊祭」振付・演出・出演
- 名古屋アンパンマンこどもミュージアム「バイキンマンのダンス！ダンス！！ダンス！！！フィーバー[54]」ショー振付（2022年6月10日～9月4日）
- アカネクラブぶっかまLIVE vol.1「ババババンビ / ラストアイドル / 26時のマスカレイド」MC出演[55]
- OSAKA子どもの夢応援事業 第2回SDGsギネス世界記録チャレンジ「OSAKA SDGsダンス」振付
- キッザニア東京 15周年記念パレード[56] ショー振付
- 横浜アンパンマンこどもミュージアム「バイキンマンのダンス！ダンス！！ダンス！！！[57]」ショー振付（2021年9月4日～10月31日）
- 水谷千重子 50周年記念公演「神社にラブソングを」振付
- 「KATE TOKYO RED」in Shanghai OP 振付
- 「2018 MGA（MBC Plus×genie music Award）」セレブファイブ(셀럽파이브)　振付
- セレッソ大阪「桜満開ダンス」振付
- 「d'zzit fashion show」in Shanghai 振付[58]

## 出演

### 映画
- 「翔んで埼玉 〜琵琶湖より愛をこめて〜」

### テレビ
- 「踊る！さんま御殿!!」（2024年7月23日）
- 「FNS 27時間テレビ 日本一たのしい学園祭！ カギダンススタジアム 」審査員（2024年7月21日）
- 「相葉◎×部」（2024年7月6日、20日、27日、8月3日)
- 「America's Got Talent Season18」アバンギャルディ 振付（2023年6月6日）
- 「THE DANCE DAY」アバンギャルディ 振付・出演（2023年5月6日）[59]
- 「クイズ！あなたは小学5年生より賢いの？」2時間SP（2022年10月21日）[60]
- 「スッキリ」ダンスONEプロジェクト（2022年）
- 「全力アピール アダムシアター」出演（2022年9月10日）
- 「THE DANCE DAY」アバンギャルディ 振付・出演（2022年5月18日）[61]
- 「ミュージックステーション」SINGネクストステージスペシャルコラボ 大橋卓弥×斎藤司×akane（2022年4月22日）振付・出演
- 「部活ピーポー全力応援！ブカピ！」（2022年4月5日、2022年4月12日）出演
- 「中居正広のダンスな会」（2022年1月29日）出演
- 「新ジェネスーパーチャンプル akane先生のダンスハイスクール」（2021年10月-12月）レギュラー出演[62]
- 「スッキリ」ダンスONEプロジェクト（2021年）
- 「中居正広のダンスな会」（2021年3月6日）出演
- 「スッキリ」ダンスONEプロジェクト（2020年）
- 「ビーバップハイヒール」(2020年3月19日）歴史を超えたダンス！その時世界は踊り出す！ 出演
- 「快傑えみちゃんねる」出演（2020年3月6日）
- 「みんなのJAPAN MOVE -万博から未来へ世界へ- 」出演
- 「同ポジトラベル〜あの日の写真、もう一度撮りませんか？〜」(2019年11月16日）出演
- 「関ジャム 完全燃SHOW」(2019年10月27日）振付師特集　出演
- 「ラスアイ 、よろしく！」ダンス企画　出演
- 「世界一受けたい授業」（2019年9月14日）授業講師出演
- 「めざましテレビ × 明石家さんま 平成エンタメニュースの主役”ムチャ”なお願いしちゃいましたSP 」（2019年3月29日）登美丘高校ダンス部 Queenメドレー　振付・出演
- 「行列のできる法律相談所」（2018年9月23日）小森悠冊コラボ This Is Me 振付
- 「ミュージックステーション ウルトラFES 2018」（2018年9月17日）キアラ・セトル This Is Me 振付
- 「ネタパレ ザ・ゴールデン」（2018年6月2日）野性爆弾くっきー　振付
- 「セブンルール」（2018年4月3日）出演
- 「AKBINGO! 」（2018年4月3日）昭和アイドルソング ダンスバトルGP 出演
- 「人生が変わる1分間の深イイ話」（2018年2月5日）ダンスに命をかける女性は本当に幸せなのか？SP 出演
- 「第68回NHK紅白歌合戦」 郷ひろみ『2億4千万の瞳 ～GO!GO! バブルリミックス』振付
- 「第59回日本レコード大賞」 荻野目洋子×登美丘高校ダンス部『ダンシングヒーロー』振付
- 「うたコン」 荻野目洋子×登美丘高校ダンス部『ダンシングヒーロー』振付
- 「ミュージックステーション」 荻野目洋子×登美丘高校ダンス部『ダンシングヒーロー』振付
- 「ミュージックステーションスーパーライブ」 荻野目洋子×登美丘高校ダンス部『ダンシングヒーロー』振付

### 吹き替え
- 映画「SING/シング: ネクストステージ」東宝東和（2022年3月18日）ヌーシー 役 声優[13]

### ラジオ番組
- アカネクラブ（2019年10月7日[63] - 、FM大阪）レギュラー番組[64]

## 受賞
- JLCA「2018年度 第6回 ベスト・プロデュース賞」特別賞
- 第3回「たかじんアワード」ホープ賞
- 第12回 日本ダンスフォーラム JaDaFo Dance Award 2017 日本ダンスフォーラム賞
- 日本レコード大賞 特別賞「ダンシング･ヒーロー」荻野目洋子／大阪府立登美丘高校ダンス部